# Восстание аргентинского военно-морского флота (1963)
Восстание аргентинского военно-морского флота — мятеж части офицеров вооружённых сил Аргентины, предпринятый в апреле 1963 года. Мятежники требовали, чтобы правительство заняло бескомпромиссную позицию по отношению к участию в политической жизни перонистских политиков. «Моряки» не получили поддержки в армейских частях и ВВС, которые в результате и подавили восстание после непродолжительных боёв. Общее число погибших составило 24 человека. Национальные выборы 1963 года прошли, как и было запланировано — в июле, а аргентинские военно-морские силы потеряли часть своего политического влияния.

## Предыстория
Многолетнее, по меркам Аргентины, правление Перона, его антиклерикализм в последние годы и нестабильность экономики вызвали недовольство как левых, так и правых кругов общества страны. Смерть супруги — Эвы Перон, а также репрессии не способствовали умиротворению. В 1955 году консервативно настроенные военные предприняли две попытки переворота. Если первая (Бомбардировка площади Мая) окончилась неудачей, то во второй (Освободительная революция) противники Перона одержали победу. Борьба с перонизмом продолжилась. Так, в 1956 году был расстрелян глава перонистского заговора Хуан Хосе Валье.
Борьба за власть рассорила ещё недавно сплочённые ряды военных. Часть их — так называемые «асулес» (исп. azules — голубые), под главенством Хуана Онганиа, придерживались либерально-демократических взглядов. Другие — «колорадос» (исп. colorados — красные), объединяли консервативно настроенных военных. Последними руководил генерал Паскуаль Пистарини. Если ВВС и бо́льшая часть армии являлись сторонниками «асулес», то флот и ме́ньшая часть армии поддерживали «колорадос». Вскоре борьба за политическое влияние перешла в вооружённое столкновение.

## История

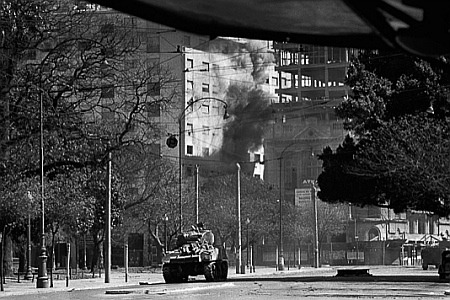
Танки «асулес».

29 марта 1962-го президент Аргентины Артуро Фрондиси был свергнут в результате очередного государственного переворота. Главой «асулес» Хуаном Онганиа после переворота был взят курс на ослабление позиций «колорадос». В сентябре того же года в столице прошли недельные бои между сторонниками «голубых» и «красных», в ходе которых применялась реактивная авиация.

### Заговор
В начале 1963 года высшие офицеры всех трёх видов войск Аргентины договорились совершить военный переворот с целью предотвращения проведения выборов 7 июля того же года. Ранее, армия взяла на себя роль гаранта стабильности. В число заговорщиков входили Исаак Рохас (бывший вице-президент), генералы Бенхамин Менендес, Федерико Монтеро, адмиралы Артуро Риаль, Карлос Санчес Саньюдо и коммодор Военно-воздушных сил Освальдо Лентино. Дата переворота была назначена на 2 апреля 1963-го.
Агенты военной разведки Аргентины вычислили заговорщиков, однако не предполагали, что движение приобретёт достаточно сил, чтобы преуспеть в этом деле.

### Путч
Рано утром 2 апреля 1963 года в нескольких районах страны одновременно восстали морская пехота и некоторые армейские части. Путч поддержали командующие ключевых баз ВМС Аргентины (включая 68 офицеров действительной военной службы) — Пуэрто-Бельграно, Мар-дель-Плата, Рио-Сантьяго и Пунта-Индио. Последовал быстрый захват штаба флота и военно-морской школы механиков. В эфире захваченного путчистами «Радио Аргентины» прозвучало обращение к народу Бенхамина Менендеса, одного из руководителей мятежа. Собрав части морской пехоты в районе Пуэрто-Бельграно, адмирал Хорхе Пальма блокировал 5-й проправительственный пехотный полк армии.
Поддержка в военно-воздушных силах была ограничена частями, базировавшихся в столичном аэропарке «Хорхе Ньюбери», базе «Реконкиста» и в Мар-дель-Плата, которые, однако, быстро перешли на сторону «асулес». Два MS.760 Paris оперативно отбомбились по радиостанции мятежников в Буэнос-Айресе, что лишило тех «рупора». На патрулирование неба над столицей вылетели «Метеоры», для предотвращения сценария 1955 года.

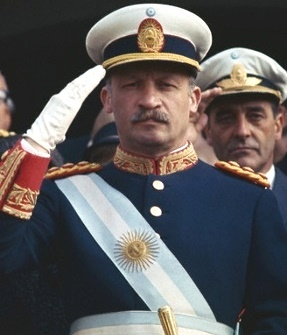
Хуан Карлос Онганиа

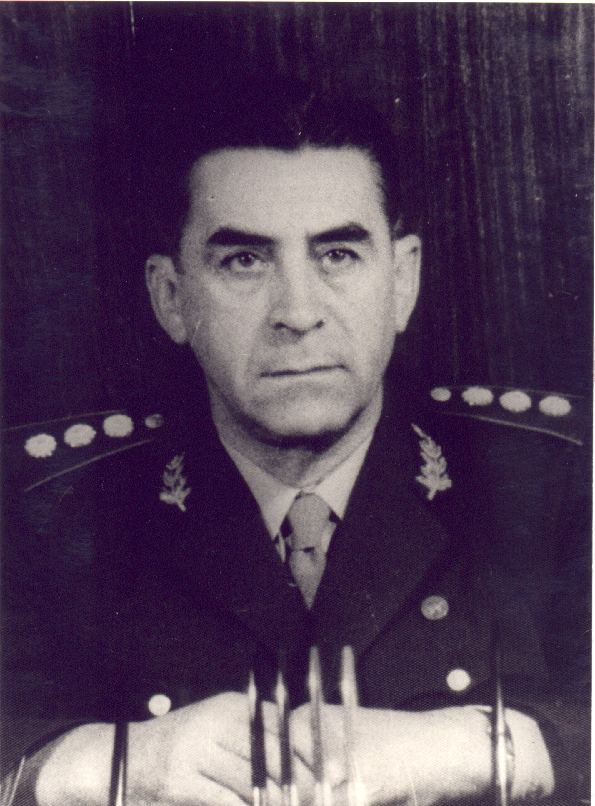
…и его противник Паскуаль Пистарини

Некоторая часть офицеров сухопутных войск также выразили поддержку «колорадос», но большинство из них находились далеко от столицы и основных сил повстанцев. Лояльные правительству армейские войска, размещённые в Кампо-де-Майо, были быстро мобилизованы, и отбили штаб ВМС, аэропарк «Хорхе Ньюбери» и радиостанцию. Лидеры мятежников, сопровождаемые морской пехотой, отступили к Пуэрто-Бельграно. 3 апреля армейские подразделения взяли военно-морские базы в Ла-Плата и Рио-Сантьяго, персонал которых также бежал в Пуэрто-Бельграно.
Самые тяжёлые бои начались, при попытке захватить 8-м бронетанковым полком, под командованием полковника Альсидеса Лопеса Ауфранка, базу морской авиации Пунта-Индио. Самолёты F9F Panther, AT-6 Texan и F4U Corsair, по приказу командира базы капитана Сантьяго Сабаротса, нанесли удар по месту дислокации полка Магдалене и колонне бронетехники, уничтожив по не подтвердившимся данным 10 танков M4 «Шерман». Фактически же были уничтожены один артиллерийский тягач REO M35 и один танк, кроме того, погибло 9 солдат и 22 получили ранения. Потери мятежников составили два самолёта. На помощь «асулес» в Магдалену из Кампо-де-Майо был двинут 10-й полк, также оказавшийся под огнём летательных аппаратов противника. В ответ, в 8:00 часов 3 апреля аргентинские ВВС в составе самолётов F-86 Sabre, Meteor и MS.760 совершили авианалёт на Пунта-Индио, уничтожив пять самолётов повстанцев на земле. Кроме того, правительственные войска применяли тяжёлые бомбардировщики «Линкольн». 8-й танковый полк впоследствии занял капитулировавшую базу.
Павшие духом мятежники начали переговоры с Онганиа. 5 апреля были достигнуты заключительные условия соглашения. Военно-морские силы ограничивали размер морских пехотинцев числом в 2500 человек, рассеянным среди различных баз. Все офицеры, участвовавшие в мятеже, были обязаны предстать перед судом. Позже, 12 сентября 1963 года, президент Гуидо предоставил амнистию всем участникам мятежа. В общей сложности погибло 19 армейских солдат и 5 морских пехотинцев, а число раненых составило 87 человек.
Как командующий сухопутными войсками Онганиа принял активное участие в подавлении мятежа моряков. Однако он продемонстрировал игнорирование гражданской власти, когда отказался отводить войска, после того как предложенные путчистами условия перемирия были одобрены президентом Хосе Мария Гуидо.

## Итог
После подавления мятежа, 7 июля, состоялись национальные всеобщие выборы. Перонисты и коммунисты в них не участвовали, так как их партии были запрещены. Победу на президентских выборах одержал «компромиссный», мало кому известный центрист Артуро Ильиа, врач по образованию и член Гражданского радикального союза. Разнородное по составу правительство Ильиа, борьба с военными и перонистами, требовавшими возвращения Перона, а также забастовки рабочих привели в 1966 году к новому государственному перевороту, по результатам которого де-факто главой государства стал Хуан Карлос Онганиа.

## Комментарии
1. ↑  Встречается вариант «синие».
2. ↑  Являлся дядей одного из руководителей вторжения на Фолкленды 1982 года — Марио Б. Менендеса, по иронии судьбы также начатого 2 апреля.